# Хрватини
Хрватини (словен. Hrvatini) — поселення в общині Копер, Регіон Обално-крашка, Словенія. Висота над рівнем моря: 169,4 м.